# یواس‌اس دیترویت (ای‌اوئی-۴)
یواس‌اس دیترویت (ای‌اوئی-۴) (به انگلیسی: USS Detroit (AOE-4)) یک کشتی بود که طول آن ۷۹۶ فوت (۲۴۳ متر) بود. این کشتی در سال ۱۹۶۹ ساخته شد.